# Polkadot
Polkadot(ポルカドット)とは、異なるブロックチェーンが相互運用できる分散型のWeb世界の実現を目指したブロックチェーンである。コンセンサスアルゴリズムにはProof-of-Stake（PoS）を改良したNPoS（Nominated Proof-of-Stake）を採用し、イーサリアムの共同創設者兼元CTOであるGavin Woodを中心としたWeb3 Foundationが主導となって開発されている。

## 歴史
イーサリアム・プロジェクトでは最高技術責任者（CTO）を務めていたGavin Woodは同プロジェクトから離脱し、2016年10月9日にPolkadotのホワイトペーパーを発表した。その後、テストネットや姉妹ネットのKusama Networkの立ち上げが行われ、Polkadotのジェネシス・ブロックが2020年5月26日に生成されメインネットとして稼働を開始した。2021年6月にはKusama Networkでパラチェーンオークションが開始され、Karura NetworkやMoonriver Network、Shiden Networkなどのプロジェクトが接続権（スロット）を獲得し、Kusama Networkへの接続を果たした。さらに、2021年11月にはPolkadot自体でもパラチェーンオークションが開始され、Acala Network、Moonbeam Network、Astar Networkなどのプロジェクトが接続権を順次獲得している。2022年1月現在も両ネットワークでパラチェーンオークションが継続的に実施されている。

## 技術的特徴
Polkadotの主な特徴は、「リレーチェーン（Relay Chain）」と「パラチェーン（Parachain）」を中心としたネットワーク構造により、高度な相互運用性およびスケーラビリティを有していることである。リレーチェーンは異なるブロックチェーン間の主要な通信ハブで、ネットワーク全体のコンセンサスや相互運用性およびセキュリティを確保するが、スマートコントラクトなどのアプリケーションを実行する機能を持たない。一方、リレーチェーンに接続されるパラチェーンは、リレーチェーンの上で動作する特定のユースケースに特化したブロックチェーンである。また、ハードフォークなしでアップグレードが可能であり、パラチェーンはリレーチェーンが提供する高度なセキュリティを共有することができる。「サブストレート（Substrate）」と呼ばれるブロックチェーン構築ツールが用意されており、リレーチェーンとパラチェーンのいずれもが、同ツールを用いて開発されている。
Polkadotのエコシステムで流通するネイティブトークン（仮想通貨）は「DOT」である。2020年5月にリレーチェーンが公開され、パラチェーンは2021年11月11日に開始されたオークションを通じて決定されつつある。リレーチェーンに接続可能なパラチェーンの数は100個である。
Polkadotより接続条件がやや緩く、テストネット的な性格を持つ姉妹ブロックチェーンとして、Kusama Networkも存在する。
Kusama Networkのネイティブトークンは、「KSM」である。

## パラチェーン
Polkadotのリレーチェーンに接続されているパラチェーン／プロジェクトは、以下の通り（パラチェーンのスロット獲得順、2022年3月17日現在）である。
- Acala Network
- Moonbeam  Network
- Astar Network
- Parallel Finance
- Clover Finance
- Efinity
- Composable Finance
- Centrifuge
- HydraDX
- Interlay
- Nodle
- Robonomics